# Vitalij Alekszandrovics Petrov
Vitalij Alekszandrovics Petrov (oroszul: Виталий Александрович Петров; Viborg, Szovjetunió, 1984. szeptember 8. –) orosz autóversenyző. Beceneve „a viborgi rakéta”.
2004-ben robbant be a köztudatba, amikor meggyőző fölénnyel nyerte a Formula 1600 oroszországi versenysorozatát. A következő évben összesítésben dobogón végzett az Euroseries 3000-es szériában. Ezt követően három teljes szezont töltött a Formula–1 előszobájának tartott GP2-ben, mialatt négy futamgyőzelmet és 2009-ben egy összetett 2. helyezést ért el. Emellett 2008-ban a 3. helyen zárt a GP2 ázsiai sorozatban.
2010. január 31-én aláírt a Renault Formula–1-es csapatához, és Robert Kubica csapattársaként mutatkozott be a királykategóriában.

## Pályafutása

### Kezdeti Ladás sikerek
Petrov - a legtöbb mai F1-es versenyzővel ellentétben - nem gokartban edződött, lévén nem volt gokartpálya szülővárosa közelében. Így jobb híján Ladával versenyzett, és ez megadta a lehetőséget a tehetséges pilótának a kezdeti tapasztalatgyűjtésre és a későbbi kitörésre.
Petrov autóversenyzői pályafutása az 1998-as évre nyúlik vissza, amikor különböző jégversenyeken rajthoz állva kezdett kacérkodni az autóversenyzés gondolatával. 2000-ben már orosz Rali Sprint-bajnoknak mondhatta magát. 2001-ben az orosz VW Polo kupában, valamint a Forma Russia 2.0 sorozatban edzette tudását, majd 2002-ben száz százalékos teljesítménnyel, öt versenyen szerzett 500 pontjával nyerte meg a hazájában rendezett Lada-kupát.

### Formula Renault
Az együléses autókról első komolyabb tapasztalatait 2003-ban szerezte. Az Eurotek Motorsport színeiben részt vett a 2 literes Brit Formula Renault téli és nyári szezonjának megmérettetésein (a téli sorozatban egy futamgyőzelmet szerzett, s végül a negyedik helyen zárt), miközben az Euronova Racinggel a Formula Renault EuroCupon, és az Európai Formula 3000-ben is szerencsét próbált. Az olasz csapat kötelékében vett részt az Itáliai Formula Renault-ban is. A világraszóló sikerek elkerülték, az olasz ligában alkotott igazán maradandót, 12 pontjával a tabella 19. helyét foglalta el év végén.
2004-ben már csak négy-négy futamot töltött el a Formula Renault-s szériákban, mivel az eredmények továbbra is elkerülték Petrovot, inkább visszatért hazájába.

### Visszatérés Oroszországba
2004-ben egyből a második helyen végzett az orosz túraautó-bajnokságban (Lada Revolution Championship). Egy évre rá ugyanezt a sorozatot tíz győzelmet szállítva, magabiztosan megnyerte, továbbá az orosz Forma 1600-ban is bajnoki címet szerzett. Túllépett pályája mélypontján, sikerei nyomán megszolgálta a második európai kaland lehetőségét.

### Euroseries 3000
2006-ban az Olasz-, illetve az Európai Forma 3000-ben versenyzett, és mindkét sorozatban a 3. helyen végzett, utóbbiban több futamgyőzelmet is aratott, Mugello, Silverstone és Barcelona mellett a Hungaroringen is elsőként intették le a kockás zászlóval. Ezzel együtt kilenc pódiumot, továbbá két leggyorsabb kört is jegyzett.

### GP2
Ugyancsak 2006-ban beugróként debütált a Formula–1 előszobájának számító GP2-ben is, a tehetségek felkutatásában jeleskedő David Price Racing a júliusban elbocsátott francia Olivier Pla helyére igazolta le az oroszt. Azon a négy versenyhétvégén pontot ugyan nem szerzett, viszont egy kivétellel valamennyiszer célba ért, a magyar nagydíjon pedig a kiváló 10. hellyel hálálta meg a belé fektetett bizalmat.
A DPR-nél meg-megvillanó Petrovra hamar lecsapott Adrián Campos, a spanyol csapatfőnök 2007-re egész éves szerződést kínált az orosz versenyzőnek. Nem volt könnyű dolga, ugyanis csapattársnak a rutinos, Formula–1-et is megjárt olasz Giorgio Pantanót kapta maga mellé. Döcögős kezdés után Monte-Carlóban és Magny-Cours-ban már szorgalmasan gyűjtögette a pontokat, a valenciai évadzárón pedig - a leggyorsabb kör mellé - megszerezte első GP2-es futamgyőzelmét. Összesítésben 21 pont szerepelt a neve mellett, ami a 21. helyre volt elegendő, a csapat mégis kitartott versenyzője mellett.
A 2008-as GP2 Ázsiai Sorozatában a bajnok Romain Grosjean és Sébastien Buemi mögött, 33 ponttal az összetett harmadik helyén végzett. Négyszer állt fel a dobogóra, ezek közül a szepangi esős versenyen nyerni tudott. Továbbá egy pole pozíció is felkerült adatlapjára.

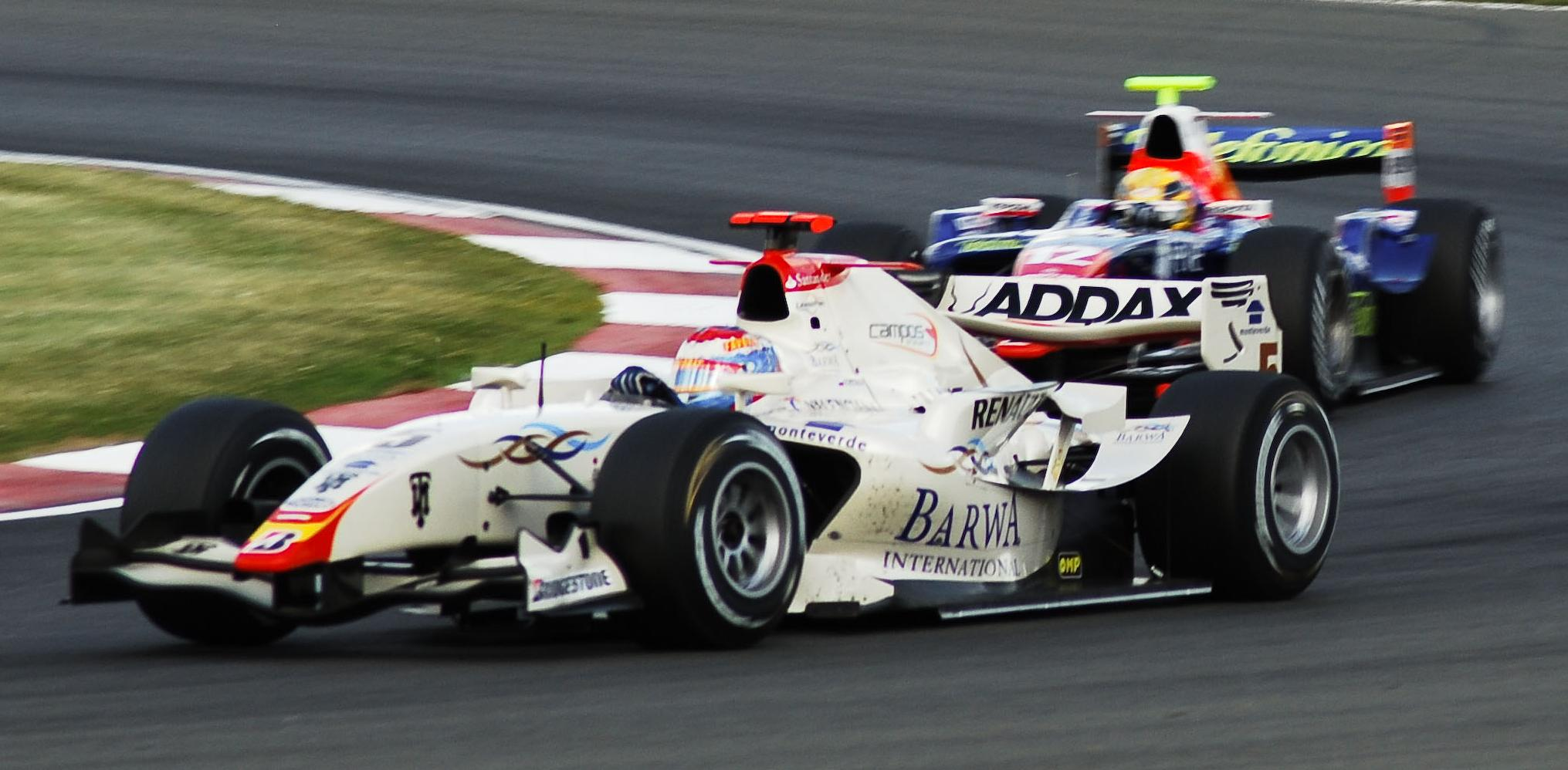
Petrov a Silverstone Circuiten 2008-ban

Az európai főszezont is a Campos Racingnél töltötte. Az első három versenyhétvégén a brit Ben Hanley szerepelt csapattársaként, Magny-Cours-ban azonban már az előző évi összetett 2. helyezett Lucas di Grassival kellett felvennie a versenyt. Legtöbbször elmaradt a bajnoki címért küzdő brazil tempójától, Petrov csupán három dobogós helyezést tudott felmutatni, minközül kiemelkedik a valenciai utcai pályán elért futamgyőzelme, bár ehhez az is kellett, hogy az év GP2-es bajnokának, Giorgio Pantanónak az utolsó körre elfogyjon az üzemanyaga. Petrov összesen 39 pontot szerzett, amivel a tabella 7. helyén zárt.
A GP2 Asia Series 2008–2009-es kiírásában tovább öregbítette a Campos Racing hírnevét. Gyengébb kezdés után (mind a Sanghajban, mind Dubajban rendezett főversenyen az 5. helyen intették le) Losailben a főverseny 3. helyezését követően a sprintfutamon csupán a spanyol Sergio Pérez végzett előtte, vagyis a Campos kettős sikert ünnepelt Katarban. Az ezt követő szepangi hétvége főversenyén nem talált legyőzőre, de a rövidebb távon is fontos pontokat gyűjtött. Mivel a szezonzáró bahreini hétvégén pont nélkül zárt, visszacsúszott a lista 5. helyére, összesen 28 pont szerepelt neve mellett.

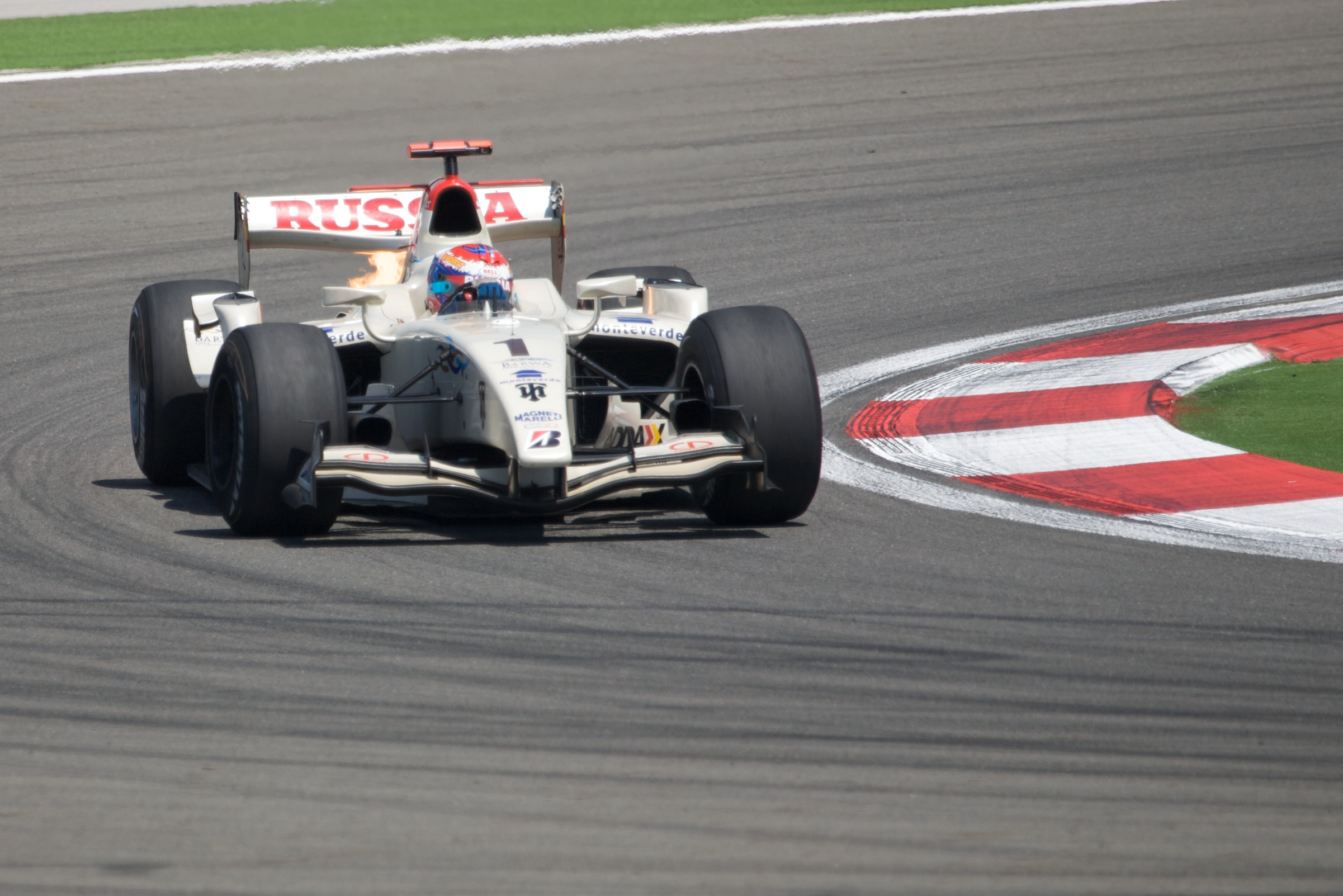
Petrov az Isztambul Parkban 2009-ben

Negyedik GP2-es szezonját a Campos jogutódjának számító Barwa Addax csapatnál töltötte. Csapattársával, Romain Grosjeannal karöltve elsőrangú startot vettek, a spanyol és a monte-carlói főversenyen (utóbbin Petrov futotta meg a leggyorsabb kört) kettős győzelmet ünnepeltek, mindkétszer Petrov végzett a 2. helyen. Az isztambuli fordulót viszont az orosz nyerte, így egy rövid ideig ő vezette a bajnoki tabellát.  A sikertelen brit és a két 4. helyezést hozó német hétvégét követően összevetésben ismét Grosjean mögé került, ám minekután a francia a Formula–1-ben folytathatta, a Hungaroringtól kezdve már ő élvezhette a csapat feltétlen támogatását, új csapattársát, Davide Valsecchit meggyőző fölénnyel verte. A pont nélküli magyar versenyeket követően újra nyerni tudott Valenciában, majd a sprintfutamon is dobogón zárt, aminek következtében 20 pontra megközelítette az éllovas Nico Hülkenberget. Spaban azonban elkerülte a szerencse, az 5. helyen haladva motorhiba miatt fel kellett adnia a versenyt, másnap a rövidebbik távon remek versenyzéssel felzárkózott a 6. helyre. A kaotikus monzai főversenyen hatalmas csatát vívott a holland Giedo van der Gardével, a kötelező kerékcserét riválisa okosabban időzítette, így az első rajtkockából induló orosznak csak a 2. hely jutott, amivel elvesztette esélyét a bajnoki cím megszerzésére, ugyanakkor összetett második helyét bebiztosította. A sprintfutamon az 5. helyen intették le. A szezonzáró, Portimãóban rendezett viadalon az élről indulva az 5. helyre esett vissza, sprintversenyen kiesett, így összességében 75 ponttal végzett a bajnokság 2. helyén.

### Le Mans Series
Petrov a GP2 mellett kipróbálta magát a hosszútávú versenyzésben is. Noël del Bello csapatában Valenciában állt rajthoz, ahol az LMP2-es géposztályban - Jean-Marc Gounon oldalán - a 4. pozícióban zárt, ezzel az 5 ponttal végeztek a bajnokság 15. helyén. A legendáns Le Mans-i 24 órás viadalon is tiszteletét tette, a kvalifikációs 36. helyről néhány helyet még előrearaszoltak, a 198. körben aztán kénytenek voltak feladni a versenyt.

### Formula–1

#### 2010
A 2009-es szezonban nyújtott kiegyensúlyozott teljesítménye után több Formula–1-es csapattal is tárgyalt Petrov, végül a Campos és a Sauber helyett a Renault F1-hez szerződött le január 31-én. Egy évre szólt a kontraktus, de amennyiben mindkét fél elégedett, további két évvel meghosszabbítható. Ezzel Petrov lett a Formula–1 első szerződtetett orosz pilótája. (Noha Igor Trubeckoj első szovjet pilótaként 1948-ban tesztelt egy Ferrarit, versenyen nem indulhatott.) 
Petrov indulása sokáig kérdéses volt, ugyanis a menedzsmentje által beígért 15 millió eurós belépési díj átutalásával késlekedtek. Végül a Lada és személyesen Vlagyimir Putyin akkori orosz miniszterelnök anyagi támogatásával megvalósult Petrov F–1-es debütálása. Petrov mellett a lengyel Robert Kubica vezette a francia gyár autóit a  2010-es szezonban.
A bahreini idénynyitón a 17. helyről indulhatott, majd egy remek rajtot követően harcban volt Rubens Barrichellóval a 10., utolsó pontszerző helyért, amikor eltörött a jobb első felfüggesztésének lengőkarja, szerelői már nem is engedték vissza a boxból.

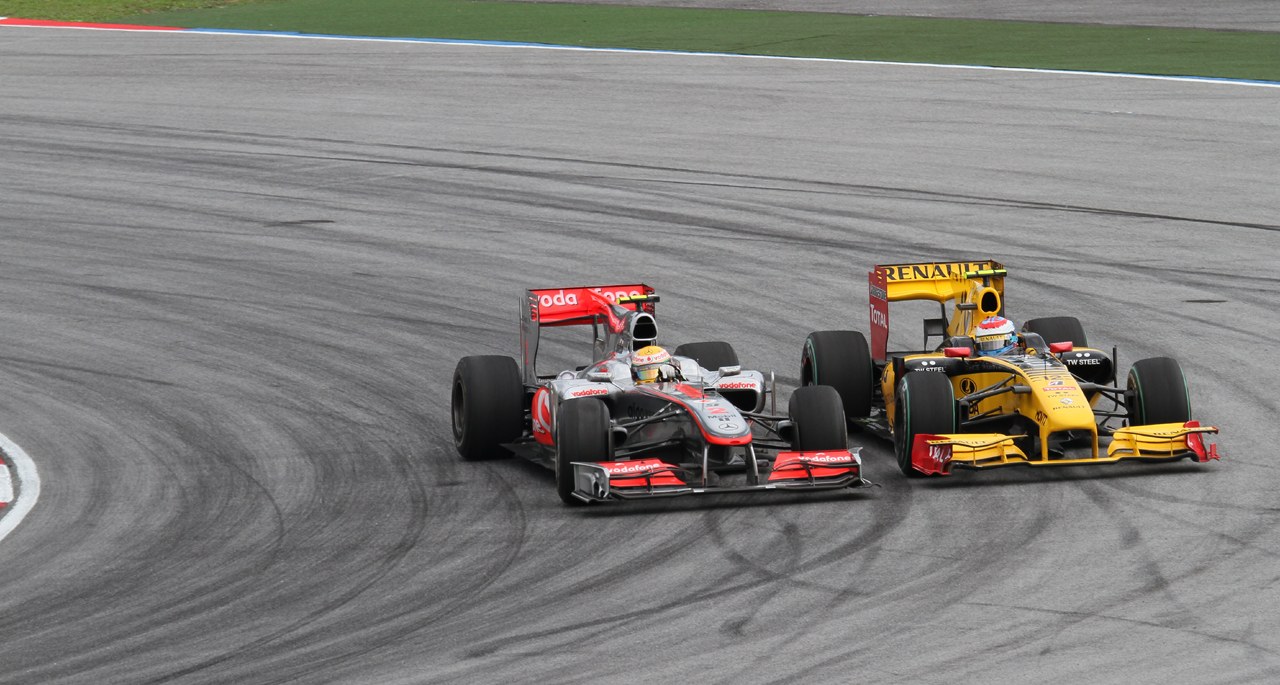
Petrov és Hamilton pozícióharca a 2010-es maláj nagydíjon

Az ausztrál futamot a 18. helyről kezdte, a folytatás hasonlóképpen alakult, mint az előző. A rajt után már a 10. helyen tartózkodott, ám miután feltették autójára a slick gumikat, a nedves pályán megcsúszott és a kavicságyban kötött ki.
Miként az alsóbb kategóriákban, legelső esős körülmények közt megrendezett F–1-es megmérettetésén, Szepangban sem vallott szégyent. Csak kevéssel maradt le a Q3-ról, a 11. rajthelyről vághatott neki a futamnak. A verseny első etapjában ismét komoly pontszerzési reményei voltak, Lewis Hamiltont látványos küzdelemre késztette. A 9.-10. helyek egészen addig elérhető közelségben voltak, míg a verseny 33. körében a váltó fel nem mondta a szolgálatot.
Az esős kínai nagydíjon a többiek elhibázott taktikája miatt sokáig a 4. helyen autózott, ám később Hamilton megelőzte. Egy kicsúszást követően megelőzte Webbert, majd az abroncsaival látványosan küszködő Schumachert is, így végül a 7. helyen ért célba, megszerezve első világbajnoki pontjait, szám szerint 6 egységet.
Barcelonában csak a 19. helyről rajtolhatott egy kényszerű váltócserét követően, majd az egyébként eseménytelen futamon éppen lemaradva a pontszerzésről a 11. helyet szerezte meg.
Monte-Carlo utcáin is jó eséllyel pályázott néhány pontra, ám a technika ördöge ezúttal is lecsapott rá, a fékrendszer adta meg magát pár körrel a verseny vége előtt.
Isztambulban egyik legjobb versenyét futotta. Az időmérő edzésen idén először az utolsó etapra is hivatalos volt, ott a 9. rajtkockát szerezte meg. A futamon tartotta Massa tempóját, illetve Alonso több támadását is visszaverte, ám a verseny végső periódusában a Ferrari bal hátsó kerekével összeért a jobb első kereke, defekt miatt kénytelen volt a bokszutcába hajtani, ami miatt csak a 15. helyen tudott célba érni.

#### 2011

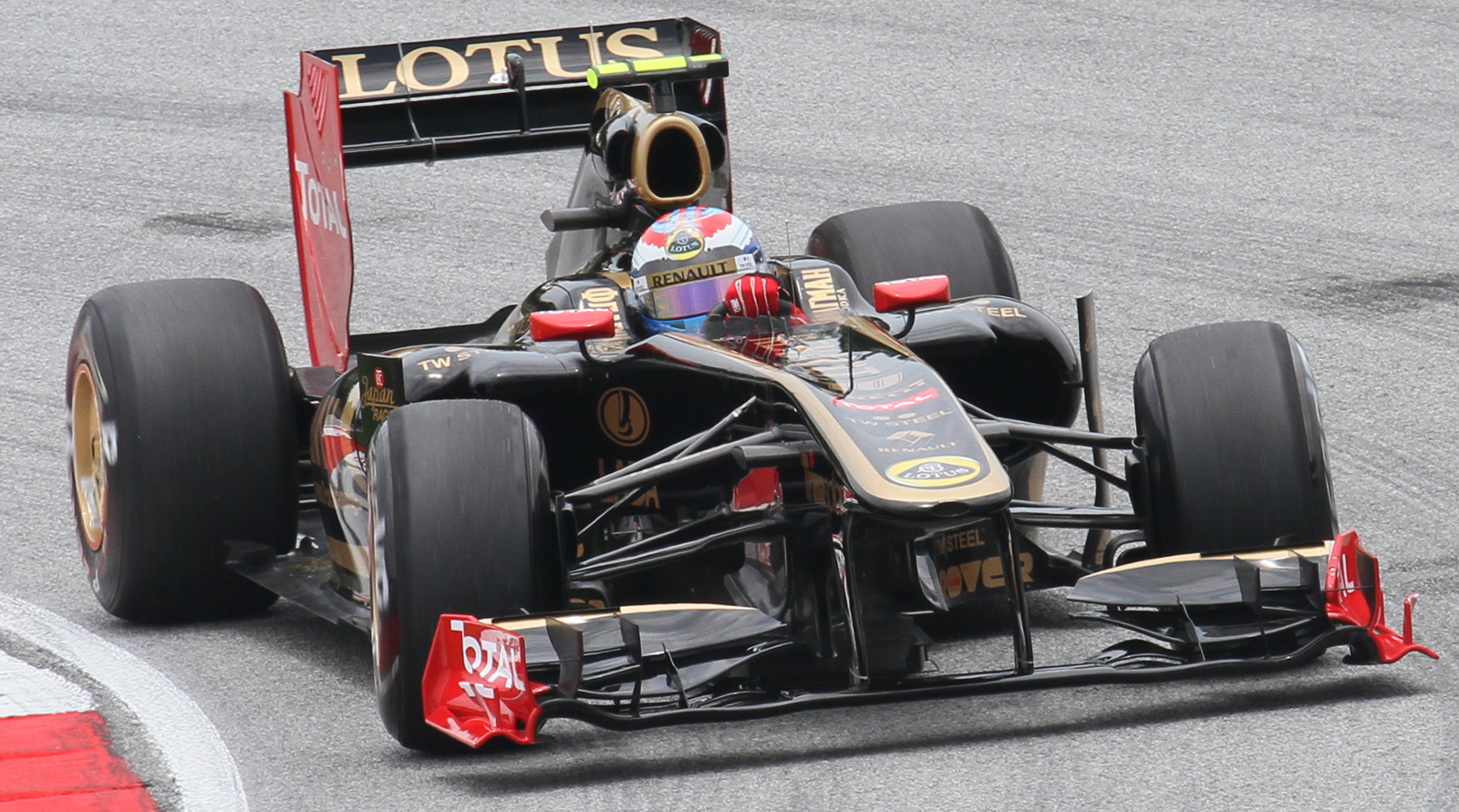
Petrov a 2011-es maláj nagydíjon

## Eredményei

### Teljes GP2-eredménylistája
(Táblázat értelmezése)

(Félkövér: pole-pozícióból indult; dőlt: leggyorsabb kört futott) 

| Év   | Csapat            | 1          | 2          | 3          | 4          | 5          | 6          | 7          | 8          | 9          | 10         | 11         | 12         | 13         | 14         | 15         | 16         | 17         | 18         | 19         | 20         | 21         | Helyezés | Pont |
| ---- | ----------------- | ---------- | ---------- | ---------- | ---------- | ---------- | ---------- | ---------- | ---------- | ---------- | ---------- | ---------- | ---------- | ---------- | ---------- | ---------- | ---------- | ---------- | ---------- | ---------- | ---------- | ---------- | -------- | ---- |
| 2006 | DPR Direxiv       | VAL FEA    | VAL SPR    | SMR FEA    | SMR SPR    | EUR FEA    | EUR SPR    | ESP FEA    | ESP SPR    | MON FEA    | GBR FEA    | GBR SPR    | FRA FEA    | FRA SPR    | GER FEA 15 | GER SPR 15 | HUN FEA 15 | HUN SPR 10 | TUR FEA 16 | TUR SPR 18 | ITA FEA Ki | ITA SPR 12 | 28.      | 0    |
| 2007 | Campos Grand Prix | BHR FEA 14 | BHR SPR 11 | ESP FEA 10 | ESP SPR 16 | MON FEA 6  | FRA FEA 5  | FRA SPR 5  | GBR FEA 9  | GBR SPR 9  | EUR FEA 11 | EUR SPR 17 | HUN FEA Ki | HUN SPR 9  | TUR FEA 17 | TUR SPR 5  | ITA FEA 12 | ITA SPR 12 | BEL FEA 9  | BEL SPR 11 | VAL FEA 1  | VAL SPR 8  | 13.      | 21   |
| 2008 | Campos Grand Prix | ESP FEA 6  | ESP SPR Ki | TUR FEA 5  | TUR SPR 2  | MON FEA Ki | MON SPR 15 | FRA FEA 4  | FRA SPR 18 | GBR FEA 10 | GBR SPR 5  | GER FEA Ki | GER SPR 12 | HUN FEA Ki | HUN SPR 9  | EUR FEA 1  | EUR SPR 15 | BEL FEA 4  | BEL SPR 3  | ITA FEA Ki | ITA SPR Ki |            | 7.       | 39   |
| 2009 | Barwa Addax       | ESP FEA 2  | ESP SPR 9  | MON FEA 2  | MON SPR 6  | TUR FEA 1  | TUR SPR 3  | GBR FEA 15 | GBR SPR 10 | GER FEA 4  | GER SPR 4  | HUN FEA Ki | HUN SPR 12 | VAL FEA 1  | VAL SPR 3  | BEL FEA Ki | BEL SPR 6  | ITA FEA 2  | ITA SPR 5  | POR FEA 4  | POR SPR Ki |            | 2.       | 75   |

### Teljes GP2 Asia Series-eredménylistája
| Év      | Konstruktőr       | 1          | 2          | 3         | 4         | 5          | 6          | 7          | 8         | 9         | 10         | 11         | 12         | Helyezés | Pont |
| ------- | ----------------- | ---------- | ---------- | --------- | --------- | ---------- | ---------- | ---------- | --------- | --------- | ---------- | ---------- | ---------- | -------- | ---- |
| 2008    | Campos Grand Prix | UAE FEA Ki | UAE SPR 9  | IDN FEA 5 | IDN SPR 3 | MAL FEA 1  | MAL SPR 3  | BHR FEA 10 | BHR SPR 3 | UAE FEA 4 | UAE SPR Ki |            |            | 3.       | 33   |
| 2008-09 | Campos Grand Prix | CHN FEA 5  | CHN SPR Ki | UAE FEA 5 | UAE SPR T | BHR FEA 10 | BHR SPR 12 | QAT FEA 3  | QAT SPR 2 | MAL FEA 6 | MAL SPR 1  | BHR FEA 19 | BHR SPR 11 | 5.       | 28   |

### Teljes Formula–1-es eredménysorozata
(Táblázat értelmezése)

(Félkövér: pole-pozícióból indult; dőlt: leggyorsabb kört futott) 

| Év   | Csapat   | 1      | 2       | 3      | 4      | 5      | 6       | 7      | 8      | 9      | 10     | 11     | 12     | 13     | 14     | 15     | 16     | 17     | 18     | 19     | 20     | Helyezés | Pont |
| ---- | -------- | ------ | ------- | ------ | ------ | ------ | ------- | ------ | ------ | ------ | ------ | ------ | ------ | ------ | ------ | ------ | ------ | ------ | ------ | ------ | ------ | -------- | ---- |
| 2010 | Renault  | BHR Ki | AUS Ki  | MAL Ki | CHN 7  | ESP 11 | MON 13† | TUR 15 | CAN 15 | EUR 14 | GBR 13 | GER 10 | HUN 5  | BEL 9  | ITA 13 | SIN 11 | JPN Ki | KOR Ki | BRA 16 | UAE 6  |        | 13.      | 27   |
| 2011 | Renault  | AUS 3  | MAL 17† | CHN 9  | TUR 8  | ESP 11 | MON Ki  | CAN 5  | EUR 15 | GBR 12 | GER 10 | HUN 12 | BEL 9  | ITA Ki | SIN 17 | JPN 9  | KOR Ki | IND 11 | UAE 13 | BRA 10 |        | 10.      | 37   |
| 2012 | Caterham | AUS Ki | MAL 16  | CHN 18 | BHR 16 | ESP 17 | MON Ki  | CAN 19 | EUR 13 | GBR Ni | GER 16 | HUN 19 | BEL 14 | ITA 15 | SIN 19 | JPN 17 | KOR 16 | IND 17 | UAE 16 | USA 17 | BRA 11 | 19.      | 0    |

†: nem fejezte be a versenyt, de helyezését értékelték, mivel teljesítette a futam több, mint 90%-át.

### Teljes DTM eredménylistája
(Táblázat értelmezése)

(Félkövér: pole-pozícióból indult; dőlt: leggyorsabb kört futott) 

| Év   | Csapat           | 1       | 2      | 3      | 4      | 5      | 6      | 7      | 8      | 9      | 10       | Helyezés | Pont |
| ---- | ---------------- | ------- | ------ | ------ | ------ | ------ | ------ | ------ | ------ | ------ | -------- | -------- | ---- |
| 2014 | Mücke Motorsport | HOC1 17 | OSC 17 | HUN 17 | NOR 19 | MSC 18 | SPL 20 | NÜR 18 | LAU 12 | ZAN 11 | HOC2 18† | 23.      | 0    |

† - Nem fejezte be a versenyt, de helyezését értékelték, mivel teljesítette a futam több, mint 75%-át.

## Külső hivatkozások
- Hivatalos weboldala (oroszul)
- http://www.driverdb.com/racingdriver467.html
- https://web.archive.org/web/20090413052447/http://www.f1news.ru/gp2/vpetrov/
- http://www.hotdog.hu/magazin/magazin.hot?m_id=37366%5B%5D  (magyar rajongói oldal)